# XFall
XFall ist ein Interoperabilitätsstandard für den elektronischen Datenaustausch zwischen Antragsverfahren und den zuständigen Stellen in der öffentlichen Verwaltung auf Basis von XML.

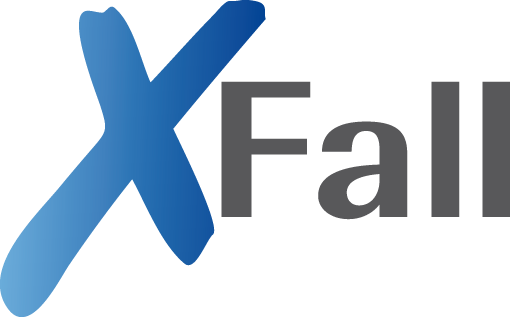
Logo der XFall-Arbeitsgruppe

## Ziele von XFall
Immer mehr Behörden stellen für ihre Bürger und Unternehmen zentrale Antragsplattformen zur Verfügung. Basisdienste, wie z. B. der neue Personalausweis, elektronische Bezahlung oder Servicekonten, in allen Behördenebenen einzeln aufzubauen, ist mit hohem Aufwand verbunden. Also ist ein zentraler Aufbau empfehlenswert. Dabei entsteht aber das Problem, wie die Informationen vom Antragssteller medienbruchfrei in das Fachverfahren der Zuständigen Stelle gelangen. Die Behörden nutzen keine einheitlichen Softwareprodukte für die Bearbeitung der Verfahren; daher besteht ein offensichtlicher Standardisierungsbedarf für die Verbindung von Portalen mit den Fachverfahren der Zuständigen Stellen. Diese Aufgabe übernimmt der XFall-Standard auf Basis der XÖV-Richtlinien. Die Beteiligten können damit zentrale Services medienbruchfrei nutzen, ohne bei ihren Softwareanbietern Spezialschnittstellen zu beauftragen und zu pflegen.

## Struktur von XFall
Eine XFall-Nachricht besteht aus einem XFall-Container und darin einer XFall-Fachnachricht (XFall-Daten). Der Container ist dabei eine Art Briefumschlag und für alle Fachnachrichten gleich. Die Fachnachricht enthält die für das Antragsverfahren benötigten Daten. XFall baut die Fachnachricht aus Bausteinen zusammen, die für alle Verfahren verschieden zusammensetzbar sind. Der Baustein für die verfahrensspezifischen Daten kann und muss unabhängig eingefügt werden.
Der Transport erfolgt über die offiziell genutzten Mechanismen, wie OSCI, EGVP, Webservices und XTA.
Die Entwicklung von XFall folgt dabei nach der XÖV-Methodik einem modellbasierten Entwicklungsprozess, in dem auf Basis von UML-Klassendiagrammen automatisch Artefakte wie Schemata und Spezifikationen generiert werden.

## Mitglieder der Arbeitsgruppe
Mitglieder der XFall-Arbeitsgruppe sind derzeit:
- Hessen (Regierungspräsidium Gießen)
- Niedersachsen (Niedersächsisches Ministerium für Inneres und Sport)
- Sachsen (Sächsisches Staatsministerium des Inneren)
- Thüringen (Thüringer Finanzministerium)
- Stadt Münster (citeq)

## Unterstützende Systeme
Derzeit (Stand November 2017) unterstützen die folgenden Systeme XFall:
- Hessen (Antragsportal des Landes)
- Niedersächsisches Antragssystem für Verwaltungsleistungen Online (NAVO)
- Sachsen (Antragsmanager)
- Thüringer Antragssystem für Verwaltungsleistungen (ThAVEL)

## XFall-Fachnachrichten
Für folgende Fachthemen sind (Stand Mai 2017) XÖV-zertifizierte Fachnachrichten vorhanden:
- Gewerbeanmeldung/-ummeldung/-abmeldung
- Kraftfahrzeug-Ummeldung
- Geburtsurkunde
- Elterngeld
- Führungszeugnis
- Anwohnerparkausweis
- Abschlussprüfung in den anerkannten Ausbildungsberufen nach BBiG
- Bohranzeige
- Gelbe Waffenbesitzkarte

## Aktuelle Entwicklungen
Auf der 24. Sitzung beschloss der IT-Planungsrat XFall zur verbindlichen Anwendung:
Der IT-Planungsrat beschließt gemäß § 3 IT-Staatsvertrag für den Bedarf „Übertragung von Antragsdaten“ der Standardisierungsagenda die verbindliche Anwendung des Interoperabilitätsstandards XFall in der unter Ziffer 4 veröffentlichten Version. Geltungsbereich für den Interoperabilitätsstandard ist die „Übertragung von Antragsdaten“ an Behörden im Rahmen einer elektronischen Antragstellung seitens Bürgerinnen und Bürgern oder Unternehmen, soweit andere gesetzliche Regelungen dem nicht entgegenstehen.